# Ulric Neisser
Ulric Gustav Neisser (8. prosince 1928, Kiel, Německo – 17. února 2012, Ithaca, New York) byl americký psycholog .
Narodil se v Německu, ale jeho rodina odešla roku 1933 do USA, po nástupu nacistů.
Byl profesorem Cornellovy univerzity, představitel kognitivní psychologie a 32. nejcitovanější psycholog 20. století. Zaobíral se především tématy paměti a inteligence. Byl silně ovlivněn dílem psychologů Jamese Gibsona a jeho ženy Eleanor Gibsonové, jejich zkoumání percepce viděl jako velký impuls k rozvoji kognitivní teorie. Kritizoval také starší generaci kognitivivců za nízkou "ekologickou validitu" jejich díla, čímž mínil, že svých výsledků dosáhli pozorováním nepřirozených situací v nepřirozených (tedy laboratorních) podmínkách.